# ویت ۳۱۸۲۳
سیارک ۳۱۸۲۳ (به انگلیسی: 31823 Viete، نامگذاری:1999TN3) سی و یک هزار و هشتصد و بیست و سومین سیارک کشف شده‌است که در ۴ اکتبر ۱۹۹۹ کشف شد.